# 多米尼克工党
多米尼克工党（英語：Dominica Labour Party）是多米尼克的一个中間偏左的社会民主主义政党。该党成立于1955年，由菲利斯·珊德·奥尔弗雷和伊曼纽尔·克里斯托弗·洛布拉克创建，是多米尼克历史最悠久的政党。该党是拉美和加勒比政党常设会议的成员。